# Sanguinario
«Sanguinarium» es el sexto episodio de la cuarta temporada de la serie de televisión estadounidense de ciencia ficción The X-Files. «Sanguinarium» fue escrito por las recién llegadas Vivian y Valerie Mayhew y dirigido por Kim Manners, y es una historia del «monstruo de la semana», una trama independiente que no tiene conexión con la mitología más amplia de la serie. Se emitió por primera vez en los Estados Unidos el 10 de noviembre de 1996 en la cadena Fox, obteniendo una calificación Nielsen de 11,1 y siendo visto por 19,85 millones de espectadores en su emisión inicial.
El programa se centra en los agentes especiales del FBI Fox Mulder (David Duchovny) y Dana Scully (Gillian Anderson) que trabajan en casos relacionados con lo paranormal, llamados expedientes X. En «Sanguinarium», extraños asesinatos en la unidad de cirugía plástica de un hospital llevan a Mulder y Scully a sospechar que una fuerza sobrenatural puede ser la responsable. A medida que continúan los asesinatos descontrolados, Mulder descubre un vínculo entre las fechas de nacimiento de las víctimas y fechas clave en el calendario de brujería.
El episodio comenzó como un guion especulativo escrito por dos fanáticos de la serie. Presenta varias referencias a fuentes de brujería de la vida real. «Sanguinarium» recibió críticas mixtas de los críticos; se criticó negativamente la cantidad de inconsistencias en la trama. El uso de gore en el episodio también provocó una reacción mixta; algunos críticos sintieron que el gore ayudó, mientras que otros sintieron que «Sanguinarium» se basó demasiado en él para encubrir las debilidades de su historia.

## Argumento
Durante una operación de liposucción de rutina en Winnetka, Illinois, el Dr. Harrison Lloyd (John Juliani) de repente comienza a eliminar tanta grasa de un paciente que éste muere. Después de la experiencia inusual, Lloyd le dice a Fox Mulder (David Duchovny) que mató al paciente porque estaba poseído. Dana Scully (Gillian Anderson) se muestra escéptica sobre las afirmaciones de Lloyd, creyendo que solo lo está inventando para escapar de las consecuencias legales. Mulder inspecciona la sala de operaciones y descubre un pentagrama quemado en el piso; comienza a sospechar que la brujería podría haber jugado un papel en el crimen. Mientras tanto, el personal de la clínica Lloyd's se sorprende cuando otro cirujano plástico, el Dr. Ilaqua (Paul Raskin), asesina a una paciente anciana al quemarle un agujero en la mejilla y el cuello con un láser quirúrgico, cortando su tronco encefálico. Scully entrevista a Ilaqua, quien afirma que no recuerda nada del incidente. Las sospechas de Mulder se fortalecen cuando revisa la cinta del segundo asesinato y ve un patrón similar a un pentagrama en el estómago de la víctima.
Preocupada por los hechos, la coordinadora del hospital, la Dra. Theresa Shannon, les cuenta a Mulder y Scully sobre una serie similar de muertes que ocurrieron en el mismo hospital diez años antes. Sospechan de Rebecca Waite (O-Lan Jones), una enfermera que es la única persona presente en todas las escenas de muerte. Los agentes visitan la casa de Waite y descubren pruebas de que ella practica la brujería; sin embargo, la audiencia se entera de que la evidencia fue colocada allí por un miembro del personal del hospital. En otra parte, el Dr. Jack Franklin (Richard Beymer) no es agredido fatalmente por Waite en su casa. Allí, Waite es arrestado y abordado por los agentes, quienes intentan interrogar a Waite, pero se lo impiden cuando comienza a vomitar alfileres y muere poco después. Después del incidente, Mulder visita al Dr. Jack Franklin con la esperanza de saber más sobre la posible motivación de Waite. Aunque Franklin aparentemente es inocente, cuando Mulder sale de la habitación, comienza a levitar y a sonreír diabólicamente. Más tarde esa noche, Mulder deduce que los cumpleaños de todas las víctimas coinciden con las fechas del Sábado de las Brujas y que Waite en realidad estaba tratando de proteger a las víctimas del Dr. Jack Franklin (había colocado los pentagramas, en realidad símbolos protectores, sobre y alrededor de las víctimas con la esperanza de protegerlas de la magia oscura). Esto también explica por qué Waite intentó matar a Franklin. Desafortunadamente, Mulder también se da cuenta de que debido a que Waite no fue el asesino, la ola de asesinatos continuará. Y como sospechaba, otro paciente es asesinado con ácido en el hospital.
Poco después, los agentes se reúnen nuevamente con la Dra. Theresa Shannon, y ella habla más sobre la ola de asesinatos que ocurrieron hace diez años. Según Shannon, cinco personas murieron en la clínica: cuatro pacientes y un médico estético llamado Clifford Cox, quien aparentemente murió de una sobredosis de drogas. Aunque su cumpleaños no se alinea con una fecha sabática, Mulder instintivamente cree que Cox está involucrado en los crímenes. Mulder luego usa el programa de computadora del hospital para determinar cómo se vería Cox si se hubiera sometido a una cirugía plástica pesada. La computadora produce una imagen que se parece a Franklin, lo que sugiere que en realidad es el Dr. Clifford Cox disfrazado. Cuando el Dr. Shannon descubre a Franklin solo en un quirófano salpicado de sangre, utiliza la brujería para teletransportar mágicamente herramientas quirúrgicas a sus intestinos, lo que hace que sangre internamente. El Dr. Shannon es llevado a cirugía y sobrevive. Mientras tanto, Franklin se quita la piel de la cara, realiza un ritual para que parezca más joven y escapa. Se da a entender que él asesina en una búsqueda para ganar la eterna juventud. El episodio termina con un Franklin ahora más joven que solicita con éxito un puesto en otro hospital médico.

## Producción

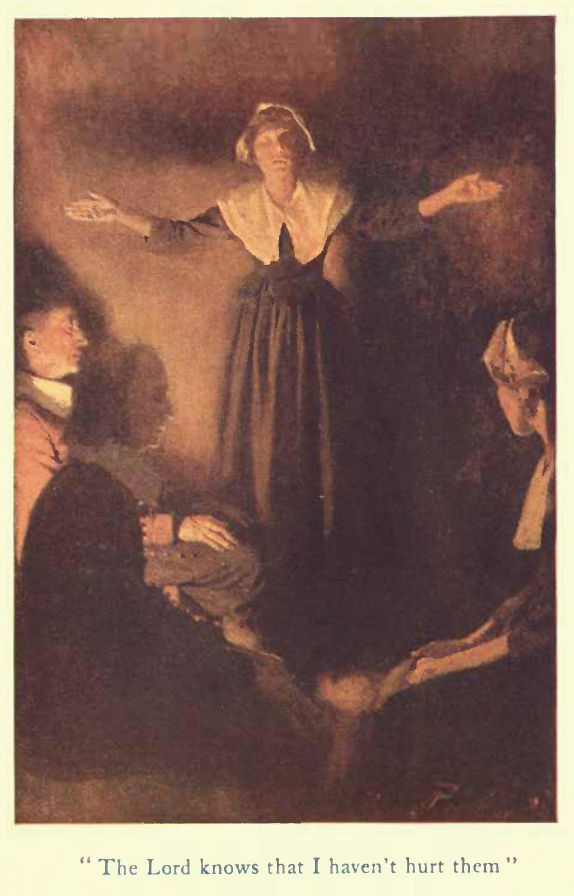
La enfermera del episodio lleva el nombre de Rebecca Nurse, una mujer ejecutada por brujería durante los juicios de brujas de Salem.

En la década de 1990, la industria de la televisión hizo un amplio uso de guiones especulativos, solicitados a escritores independientes. Si bien The X-Files tenía una gran cantidad de escritores, el personal ocasionalmente tenía que arriesgarse en una obra para televisión escrita por un escritor no afiliado para completar una orden de temporada completa. «Sanguinarium» fue uno de esos casos, siendo escrito por las hermanas Vivian y Valerie Mayhew. Esto marcó su primera experiencia escribiendo un programa para una cadena de una hora, y luego escribirían varios episodios en la serie de televisión Charmed. Antes de que la serie tomara su guion, las hermanas le preguntaron a los escritores del personal Glen Morgan y James Wong por escribir sugerencias. Morgan y Wong les dijeron que «las cosas más aterradoras son las que se repiten todos los días». Poco después, a Vivian la llamaron con un número que no reconoció. Se dio cuenta de que los buscapersonas a su manera dan miedo, porque una persona desconocida puede conectarse con el propietario del buscapersonas. Los Mayhew luego pasaron de centrarse en buscapersonas al grupo de personas que normalmente los usan: los médicos. Fue entonces cuando se dieron cuenta de que una trama sobre médicos que pierden el control y son embrujados podría ser un buen episodio. Después de escribir su guion especulativo, se lo presentaron a Morgan y Wong, quienes sugirieron que cambiaran al villano de una mujer a un hombre ya que «la cirugía plástica está relacionada con la vanidad, y todos esperan eso de una mujer, pero no de un hombre». Después de enviar el guion, se seleccionó para convertirse en un episodio completo.
Después de que se tomó el guion, el creador de la serie Chris Carter y el personal del programa lo transformaron en un guion para televisión. Carter centró gran parte de la trama en los temas de la codicia y la vanidad, y el productor ejecutivo Howard Gordon desarrolló varias escenas gráficas. Después de que Carter tuviera la idea de colocar un pentagrama sutil en la mesa de reuniones, el diseñador de producción Graeme Murray decidió ir más allá al crear habitaciones con cinco lados y hacer que la unidad de cirugía plástica con cinco quirófanos representara un pentagrama imaginario. Al igual que el episodio anterior «Home», Estándares y prácticas de Fox se opuso al contenido gráfico y Carter tuvo que intervenir para ayudar a retener algunas escenas.
Dado su tema, el episodio presenta muchas referencias a la brujería y el ocultismo. La enfermera del episodio, Rebecca Waite, recibió originalmente el nombre de una amiga de los escritores llamada Rebecca White. Sin embargo, esto cambió porque había una enfermera real de Chicago cuyo apellido era White. Algunos espectadores terminaron creyendo que el nombre de Waite era una referencia a Rebecca Nurse, una mujer inocente procesada durante los juicios de brujas de Salem, o la carta de tarot Rider-Waite, la baraja de tarot más popular utilizada en el mundo. El episodio en sí hace referencia directa a Gerald Gardner, un wicca conocido por publicar varios libros sobre brujería y fundador de la Tradición Gardneriana. Mientras que las hermanas Mayhew intentaron representar el ocultismo sin ofender a nadie al no conectar a Franklin o Waite con ningún culto conocido, muchos wiccanos enviaron cartas y correos electrónicos enojados a Fox con respecto a la representación de sus creencias.

## Emisión y recepción
«Sanguinarium» se estrenó en la cadena Fox el 10 de noviembre de 1996. Este episodio obtuvo una calificación Nielsen de 11,1, con una participación de 18, lo que significa que aproximadamente el 11,1 por ciento de todos los hogares equipados con televisión y el 18 por ciento de los hogares que ven televisión, sintonizaron el episodio. «Sanguinarium» fue visto por 18,85 millones de espectadores en la primera emisión.
Gillian Anderson describió «Sanguinarium» como «uno de los guiones más repulsivos que he filmado», y explicó que no podía ver escenas como la del médico apuñalando a un paciente. David Duchovny afirmó que «no entendí la trama, pero me gustó el guión», y señaló que Carter y su equipo mejoraron una débil adaptación televisiva y que el director Kim Manners «hizo un excelente trabajo». Entertainment Weekly le dio a «Sanguinarium» una «B−», sintiendo que fue «redimido» por la sangre. Sin embargo, estaban «preocupados» por lo que llamaron la «cuarta actuación telefónica consecutiva de Duchovny y Anderson». Emily VanDerWerff de The A.V. Club fue más negativo, calificándolo con una «D». Ella sintió que el episodio fue «demasiado» y que la sangre debería haber sido sugerida en lugar de mostrarse directamente. También criticó la caracterización de los personajes (especialmente la de Scully), los sustos «predecibles», los diálogos «ridículamente malos» y una historia que no tenía mucho sentido. A pesar de esto, elogió la actuación invitada «fuerte». Sarah Stegall otorgó a «Sanguinarium» dos estrellas de cinco, criticando su dependencia del gore. En última instancia, encontró la conclusión deficiente, porque la magia «buena» parecía inútil; ella escribió: «¿Dónde está la lógica en eso?». En última instancia, Stegall pensó que el mayor defecto del episodio era su falta de escritura lógica y que requería demasiada suspensión de la incredulidad por parte del espectador.
Tom Kessenich en su libro Examinations: An Unauthorized Look at Seasons 6-9 of the X-Files comentó que el final de «Sanguinarium» fue similar al final del episodio «Signs and Wonders», en el que el antagonista logra escapar. Frederick S. Clarke de Cinefantastique le dio a «Sanguinarium» una crítica mixta, escribiendo que el episodio «combina cirugía plástica y magia negra en una mezcla insatisfactoria que no logra satirizar nuestra obsesión por la belleza». No todas las críticas fueron tan negativas. Al escritor Preston Nichols le gustó el episodio, habiéndolo visto «dieciocho veces y contando». Michael Avalos y George Liedtke, escribiendo para Knight Ridder, especuló que «Sanguinarium» crearía «recuerdos inquietantes» para muchos espectadores. Mark Davis de The Daytona Beach News-Journal, en 1998, nombró el episodio como uno de los «Mejores de The X-Files».